# 綠林女兒羅妮婭
《綠林女兒羅妮婭》（日语：山賊の娘ローニャ）是日本吉卜力工作室動畫導演宮崎吾朗改編自瑞典女作家阿思緹·林格倫的著作《強盜的女兒》、於2014年秋季發表的同名電視動畫。

## 作品概要
此為宮崎吾朗踏入動畫界內首次執導的電視動畫。而宮崎吾朗將此作品宗旨圍繞在人生歷練成長、親情關係，以及友情方面的表現上。
另吉卜力工作室的動畫製作人鈴木敏夫除擔任宮崎吾朗的推薦人外，也期待宮崎吾朗待在不同於吉卜力工作室環境裡的表現。同時鈴木敏夫特別將原作小說《強盜的女兒》在日本的書譯名、部分字彙改寫為漢字成作為此動畫的名稱。
在作品畫面上有採用電腦製圖，利用許多3D架構CG。而先前在宮崎吾朗拍攝的動畫影片合作過的手嶌葵與武部聰志，擔任了開頭曲的合唱與配樂製作。
另吉卜力工作室也為此篇作品提供各項協助，如曾在吉卜力動畫《魔女宅急便》、《來自紅花坂》裡負責人物造型的近藤勝也；便擔任此作品的角色造型設計。

## 節目內容

### 劇情
在森林某處的廢棄城堡裡，居住由為強盜頭子馬特率領的集團。某一天一個雷電交加的夜晚中，馬特的妻子拉維絲生下了他的女兒，之後他們將小女兒命名為隆妮雅。
長大的隆妮雅某日來到森林遊玩探索時，相識了一位名為柏克的少年。之後隆妮雅雖與柏克成為朋友，但也發現柏克同為父親馬特的死對頭、另一強盜集團領袖鮑卡的兒子，而隆妮雅雖與柏克的來往、也開始影響兩方之間的關係。

### 登場角色

#### 馬特家
隆妮雅（配音：白石晴香（日本）；穆宣名（台灣）；Teresa Gallagher（美國））
本作主角，為森林強盜集團首領馬特的女兒。性格奔放、喜愛居住的森林，與父親的死敵鮑卡的兒子柏卡相遇，逐漸開始改變兩方水火不容的狀況。
馬特（配音：關貴昭（日本）；林谷珍（台灣）；Rufus Hound（美國））
出生歷代從事強盜的家族、率領12名強盜的頭頭，寵愛著女兒隆妮雅。
拉維絲（配音：野澤由香里（日本）；馮美麗（台灣）；Morwenna Banks（美國））
為隆妮雅的母親、馬特之妻。平時負責打理強盜集團的內在家務，必要之時也會嚴厲斥責馬特等人。
大頭皮特（配音：佐佐木梅治（日本）；周學禮（台灣））
馬特集團中最年長的強盜，在馬特小時便照顧著他。
伏索克（配音：赤星昇一郎（日本）；Rasmus Hardiker（美國））
次於皮特的第二年長強盜，為馬特重要副手。
夏奇（配音：西凜太朗（日本）；Bob Golding（美國））
與伏索克同為馬特主力屬下的強盜。
喬魯姆（配音：小川剛生（日本）；Rasmus Hardiker（美國））
健談、喜愛學習各種小知識的強盜。
史特卡司（配音：杉村憲司（日本）；Rasmus Hardiker（美國））
腳程快、擔任集團裡的特攻隊長。
克諾塔斯（配音：島田岳洋（日本）；Bob Golding（美國））
擁有怪力的巨漢，不過實際性格上有點膽小。
貝勒（配音：手塚祐介（日本）；Rasmus Hardiker（美國））
集團中最年輕成員，喜愛植物、但不太會看場合而常隨心所欲行事。
利勒（配音：姬野惠二）
集團裡最矮小成員，擅長使用弓。
尤提斯
話不多、擅長使劍的強盜。
瓊恩
性格沉默、擅長演奏鼓的強盜。
拉帕斯
動作靈活、擅長演奏吉他的強盜。
圖雷
話少擅長演奏吹笛的強盜。

#### 鮑卡家
鮑卡（配音：谷昌樹（日本）；梁興昌（台灣）；Bob Golding（美國））
居住森林另一處強盜集團之首領，自小便是馬特的死對頭。
柏克（配音：宇山玲加（日本）；楊詩穎（台灣）；Kelly Adams（美國））
鮑卡的兒子，在偶然的情況下與隆妮雅相遇結為友人。

#### 森林中的奇幻生物
哈培鳥（配音：加藤沙織（日本）；Jules de Jongh（美國））
居住於森林；頭部為女性面貌、體幹為鳥狀的怪物，會攻擊牠所遇到的人類。

## 製作群
- 原作：阿思緹·林格倫──《強盜的女兒》
- 導演．分鏡圖：宮崎吾朗
- 製作人：川上量生
- 各集執導：鹿住朗生、清水和真、高尾圭
- 系列構成．劇本：川崎裕之
- 角色設計：近藤勝也
- 美術：福留嘉一、本間禎章
- 色彩設計：福田由布子
- 動畫指導：島田寬志、稻石祐喜子、
- 物件造型指導：片塰滿則
- 電腦CG畫面總監：岩田健志、溝口結城
- 動畫配樂：武部聰志
- 音響監督、音響效果：笠松廣司
- 配音指導：木村繪理子
- 作品題字：鈴木敏夫
- 動畫部門製作人：小林毅、高久美知子
- 電視節目部門製作人：有吉伸人、柏木敦子、土橋圭介、太田豐紀
- 製作動畫室：Polygon Pictures
- 協助動畫室：吉卜力工作室
- 節目製作：NHK ENTERPRISES、NHK、多玩國
- 版權：NHK、多玩國

## 主題曲

### 開頭曲
- 《春天的呼喊》

作詞：宮崎吾朗、作曲：谷山浩子、編曲：武部聰志、演唱：手嶌葵
- 英文版主題歌《The Call of Spring》

演唱：Lola Moxom（台灣公共電視版本）

### 片尾曲
- 《Player》

作詞＆作曲：齊藤和義、演唱：夏木麻里

## 播放資訊

### 各集列表
| 集數   | 日文標題 | 英文標題                                   | 中文標題               | 分鏡               | 演出             |
| ------ | -------- | ------------------------------------------ | ---------------------- | ------------------ | ---------------- |
| 第1話  |          | The Child of the Thunder Night             | 雷電交加夜晚誕生的孩子 | 宮崎吾朗           | 清水和真         |
| 第2話  |          | Into the Forest of Beginnings              | 第一次去森林           | 宮崎吾朗           | 清水和真         |
| 第3話  |          | The Forest, Stars and Dwarfs               | 森林、繁星、小矮人     | 宮崎吾朗、清水和真 | 清水和真         |
| 第4話  |          | A Whistle I Can Hear                       | 聽見的口哨聲           | 宮崎吾朗、郡司繪美 | 鹿住朗生         |
| 第5話  |          | Enemy in the Castle                        | 敵人在城堡裡           | 宮崎吾朗、龜井隆   | 清水和真         |
| 第6話  |          | Robber Stare Down                          | 敵對的山賊們           | 宮崎吾朗、宮下新平 | 鹿住朗生         |
| 第7話  |          | Song in the Fog                            | 霧中的歌聲             | 宮崎吾朗、橫山廣行 | 清水和真         |
| 第8話  |          | Fall Descends on the Forest                | 森林的深秋             | 宮崎吾             | 鹿住朗生         |
| 第9話  |          | The Inescapable Snow Hole                  | 無法脫身的雪洞         | 宮崎吾             | 清水和真         |
| 第10話 |          | An Oath Between Siblings                   | 兄弟的誓言             | 宮崎吾朗、宮下新平 | 鹿住朗生         |
| 第11話 |          | A Thing Done in Secret                     | 暗中行事               | 宮崎吾朗、高尾圭   | 高尾圭           |
| 第12話 |          | A Whistle in the Basement                  | 地下室的口哨           | 宮崎吾朗、橫山廣行 | 清水和真         |
| 第13話 |          | Lousy Robbers                              | 可憐的山賊們           | 宮崎吾朗、龜井隆   | 鹿住朗生         |
| 第14話 |          | In the Great Spring                        | 迎接美好的春天         | 宮崎吾朗、高尾圭   | 高尾圭           |
| 第15話 |          | The Endless Dispute (Part 1)               | 無休止的爭鬥（前篇）   | 宮崎吾朗、橫山廣行 | 清水和真         |
| 第16話 |          | The Endless Dispute (Part 2)               | 無休止的爭鬥（後篇）   | 宮崎吾朗、宮下新平 | 清水和真         |
| 第17話 |          | Moving Together                            | 搬離的兩人             | 宮崎吾朗、高尾圭   | 鹿住朗生         |
| 第18話 |          | What Lurks Within The Cave                 | 隱藏於洞窟之物         | 宮崎吾朗、高尾圭   | 高尾圭           |
| 第19話 |          | The Lost Knife                             | 消失的刀               | 宮崎吾朗、宮下新平 | 高尾圭、鹿住朗生 |
| 第20話 |          | With the Wild Horses                       | 和野馬們一起           | 宮崎吾朗、橫山廣行 | 鹿住朗生         |
| 第21話 |          | The Roaring Waterfall and the Wild Harpies | 躍動的瀑布與鷹身女妖   | 宮崎吾朗、高尾圭   | 高尾圭           |
| 第22話 |          | Our Summer                                 | 僅限於此的夏天         | 宮崎吾朗、青空晴夫 | 清水和真         |
| 第23話 |          | Life Is Precious                           | 絕不能浪費生命         | 宮崎吾朗、宮下新平 | 鹿住朗生         |
| 第24話 |          | Duel at Dawn                               | 決鬥的早上             | 宮崎吾朗、橫山廣行 | 高尾圭           |
| 第25話 |          | One Strong Band of Robbers                 | 一個強大的山賊團夥     | 宮崎吾朗、高尾圭   | 鹿住朗生         |
| 第26話 |          | The Shout of Spring                        | 春天的呼喚             | 宮崎吾朗、郡司繪美 | 清水和真         |

### 播放媒介
| 播放地區 | 播放電視台     | 播放期間              | 播放日期（UTC+9）        | 備註                                 |
| -------- | -------------- | --------------------- | ------------------------ | ------------------------------------ |
| 日本全國 | NHK BS Premium | 2014年10月11日起      | 週六晚間19:00到19:25     | 在首播當日連續播放第1、2集           |
| 台灣     | 公共電視       | 2018年4月25日─7月23日 | 週三、四晚間18:00到18:30 | 華語、英語雙語播映，副標題以英文表示 |

| 播放地區 | 播放視訊網站     | 播放期間         | 播放日期（UTC+9）    | 聯播網   | 備註                        |
| -------- | ---------------- | ---------------- | -------------------- | -------- | --------------------------- |
| 日本全國 | NICONICO 生放送  | 2014年10月11日起 | 週六晚間22:30到23:00 | 網路電視 | 在首播當日連續播放第1、2集  |
| 日本全國 | NICONICO Channel | 2014年10月11日起 | 週六晚間23:00        | 網路電視 | 首播當日於隔日凌晨00:00重播 |

## 外部連結
- 電視動畫《綠林女兒羅妮婭》官方網站Archive.today的存檔，存档日期2014-01-30（日語）
- 互联网电影数据库（IMDb）上《綠林女兒羅妮婭》的资料（英文）